# Kościół św. Jerzego w Pasłęku
Kościół św. Jerzego, a zarazem cerkiew św. Onufrego – ewangelicko-augsburski kościół filialny i prawosławna cerkiew parafialna w Pasłęku.

## Historia
Ewangelicki kościół św. Jerzego został zbudowany na obrzeżach Pasłęka jako świątynia szpitalna, na miejscu XV-wiecznej kaplicy cmentarnej, zniszczonej całkowicie podczas wojny polsko-krzyżackiej w 1520. Wznoszony był od lat 80. XVI w. do r. 1592. Sześć lat później zakończono natomiast prace nad wystrojem wnętrza; datę końcową – 12 maja 1598 – umieszczono na jednej z kolumn podtrzymujących emporę. Świątynia była związana z położonym w jej sąsiedztwie cmentarzem, otwartym w 1592.
W XVIII w. kościół, pełniąc nadal dotychczasowe funkcje świątyni cmentarnej, stał się również ośrodkiem duszpasterstwa wojskowego. Podczas wojny francusko-rosyjskiej w 1812 został zaadaptowany na spichlerz, w rezultacie został poważnie zniszczony. W związku z tym rozważano jego rozbiórkę, ostatecznie jednak w 1822 zebrano fundusze na remont i dokonano renowacji obiektu, wtedy też wzniesiono ścianę zachodnią.
Kościół pozostał czynny po 1945 jako filiał parafii ewangelicko-augsburskiej w Olsztynie. Po 1956 liczba wiernych tego wyznania w mieście poważnie spadła, zaś w latach 60. XX wieku zlikwidowano sąsiadujący z kościołem cmentarz, urządzając na tym terenie park. Świątynię wpisano do rejestru zabytków 10 października 1956 pod nr A-174.
Od 1966 obiekt jest użytkowany wspólnie przez parafię ewangelicko-augsburską i parafię prawosławną św. Onufrego w Pasłęku, erygowaną w 1949 na potrzeby ludności ukraińskiej przesiedlonej podczas Akcji „Wisła” i do tej pory dysponującą jedynie cerkwią domową. Wtedy też został z funduszy PAKP odremontowany. Od 1989 kościół pasłęcki jest filiałem parafii ewangelicko-augsburskiej w Ostródzie. Od 1991 świątynia formalnie jest współwłasnością protestantów i prawosławnych.
Obiekt był remontowany w 1997 i ponownie w 2010.

## Architektura

### Bryła budynku
Kościół zbudowany został w konstrukcji ryglowej na planie zbliżonym do krzyża greckiego. Posiada drewniany szkielet z ceglanym wypełnieniem tynkowanym na biało, jedynie jego elewację zachodnią zbudowano z kamieni polnych. Najstarszym elementem budynku jest ściana wschodnia, która pozostała ze zniszczonej w pożarze XV-wiecznej kaplicy. Była ona pierwotnie zwieńczona trójkątnym szczytem, być może o formie schodkowej, który następnie przebudowano na niewielką wieżyczkę z dzwonem. Obiekt położony jest na kamiennym cokole. Dach świątyni jest dwuspadowy, kryty dachówką. Kruchta z wejściem do budynku znajduje się po stronie północnej.
Na elewacji świątyni oraz w jej wnętrzu znajdują się XVII- i XVIII-wieczne płyty nagrobne. Nowsze, XIX-wieczne nagrobki, znajdują się w sąsiedztwie obiektu. Na jego teren prowadzi XIX-wieczna klasycystyczna brama.

### Wnętrze

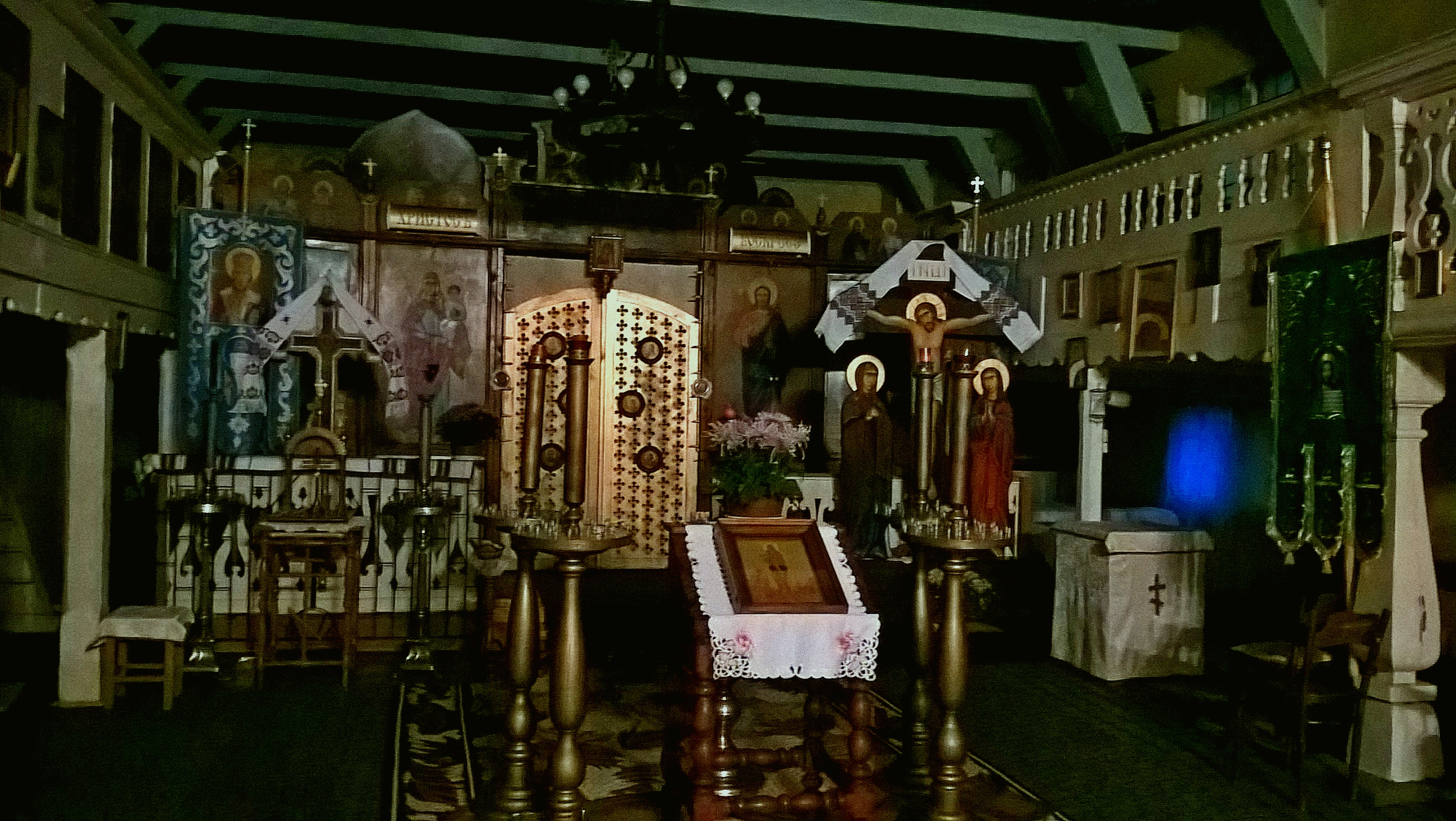
Cerkiew św. Onufrego – wnętrze

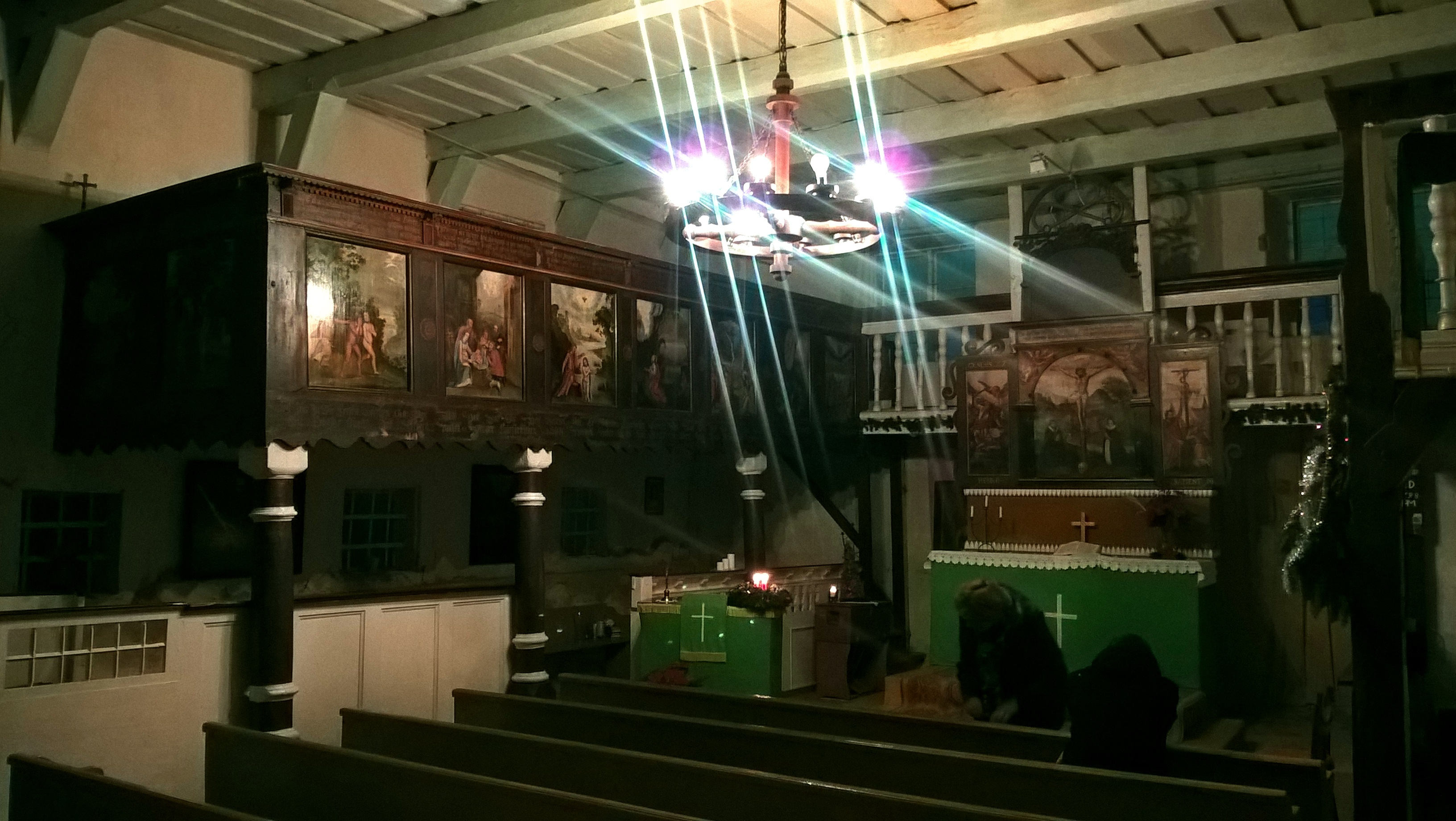
Kościół św. Jerzego – wnętrze

Od momentu, gdy budynek sakralny zaczął być użytkowany przez dwie wspólnoty wyznaniowe, jego jednoprzestrzenne wnętrze podzielono na część ewangelicką (wschodnią) i prawosławną (zachodnią)
W części użytkowanej przez ewangelików znajduje się XVII-wieczny ołtarz główny. Jest to tryptyk z centralnie położonym obrazem Ukrzyżowania oraz scenami ofiary Izaaka i wywyższenia węża miedzianego na skrzydłach. Na obrazie Ukrzyżowania widoczne są również postacie fundatorów. Przed II wojną światową ołtarz był dodatkowo zdobionymi kolumnami, a jego nastawę wieńczyły rzeźby, z których najstarsze były średniowieczne wyobrażenia apostołów Piotra i Jana (następnie jedna z tych figur przeniesiona została na ambonę).
Na wyposażeniu kościoła pozostaje również ambona z baldachimem z napisem Ecce Homo, portret Marcina Lutra z 1823 oraz organy z połowy XVIII w.. Na emporach świątyni, skonstruowanych w latach 1596–1772, znajdują się sceny biblijne i symboliczne opatrzone napisami wyjaśniającymi – wyobrażenia te zakrywa cerkiewny ikonostas. Ikonostas jest dwurzędowy. Po jego prawej stronie w cerkwi znajduje się Golgota.
W przedsionku kościoła znajduje się rzeźbiona grupa Chrystusa w Ogrójcu.